# Південний океан
Півде́нний океа́н, або Антарктичний океан — четвертий за розміром океан Землі, що омиває Антарктиду.
Міжнародна гідрографічна організація досі не ратифікувала своє рішення 2000 року про визначення океану в межах 60-ї південної паралелі. Останнє опубліковане визначення всіх океанів датовано 1953 роком: у ньому існування Південного океану суперечливе. Поза тим як сама МГО, так і інші організації використовують свіжіші визначення.
Уряд Австралії розглядає Південний океан як води, розташовані безпосередньо на південь від Австралійського континенту.
8 червня 2021 року телеканал National Geographic повідомив, що Національне географічне товариство (англ. National Geographic Society) визнало існування п'ятого, Південного, океану як окремого.

## Географічні дані

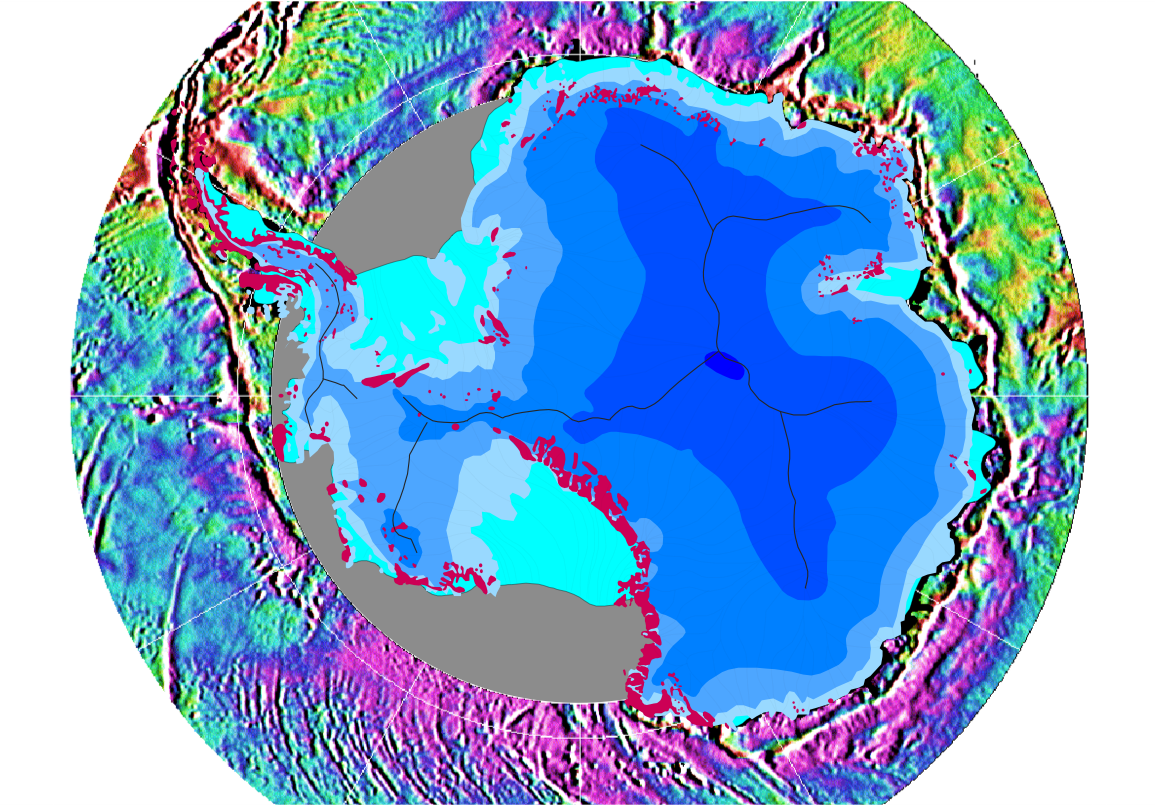
Карта гравітаційного поля на території Південного океану.

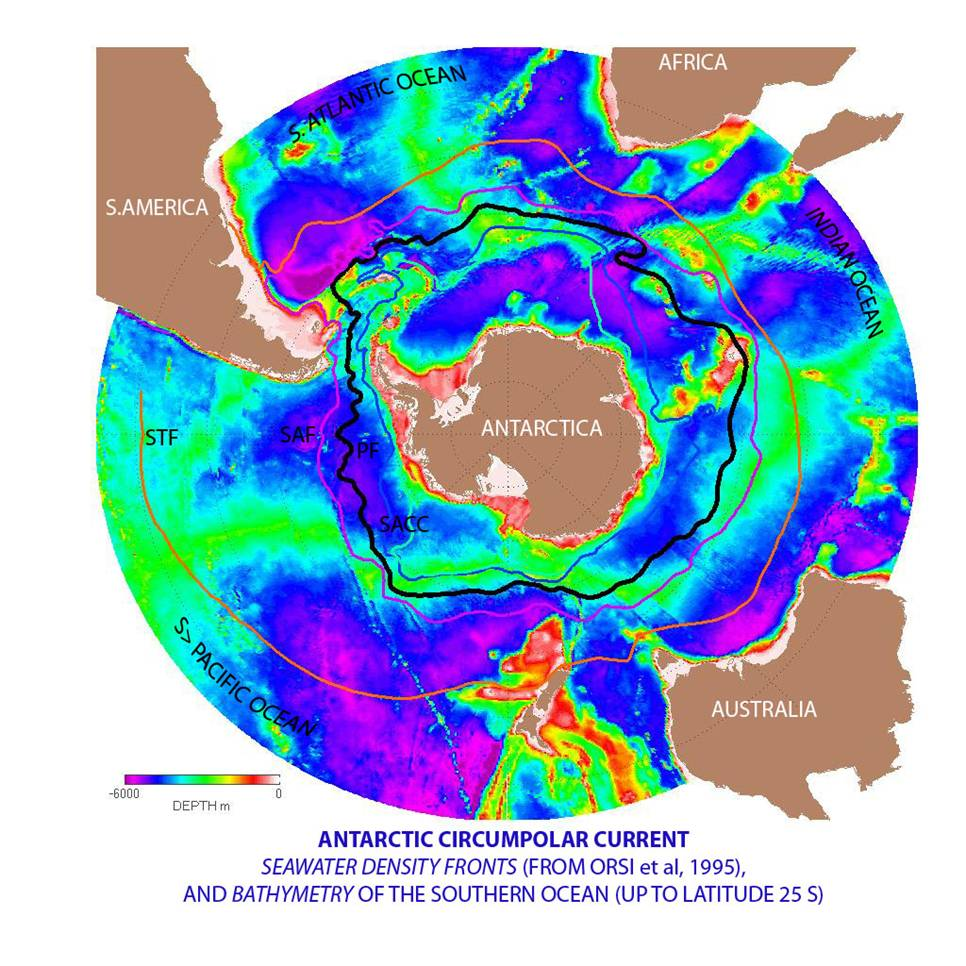
Антарктична циркумполярна течія (Течія Західних вітрів) — найпотужніша течія Світового океану, що перетинає Атлантичний, Індійський та Тихий океани.

Площа океану 21,960 млн. км² (якщо прийняти північною межею океану 60-й градус південної широти). Найбільша глибина 7434 метрів досягається в «Факторіанській западині», найпівденнішому продовженні Південносандвічевого жолобу, (60°28′46″ пд. ш. 25°32′32″ зх. д. / 60.47944° пд. ш. 25.54222° зх. д.) однак морський жолоб і його найглибша точка (8266 м) лежать на північ від 60° південної широти і, таким чином, є частиною Атлантичного океану. Океан має середню солоність води, яка становить близько 35 ‰ внаслідок опріснення їх талими водами айсбергів, велика кількість яких також плаває у водах Південного океану і взимку, і влітку.
Навіть якщо саме по собі дно океану не є таким — Південний океан є наймолодшим з океанів, оскільки його вік оцінюють всього 30 мільйонами років. Його поява зумовлена розділенням Південної Америки та Антарктиди. При цьому виникла протока, що дало початок зародженню Антарктичній циркумполярній течії.
У 2000 р. Міжнародна гідрографічна організація прийняла розділення на п'ять океанів, виділивши Південний океан зі складу Атлантичного, Індійського і Тихого. У південній своїй частині межі між трьома океанами вельми умовні, водночас води, прилеглі до Антарктиди, мають свою специфіку, а також об'єднані Антарктичною циркумполярною течією.

### Моря

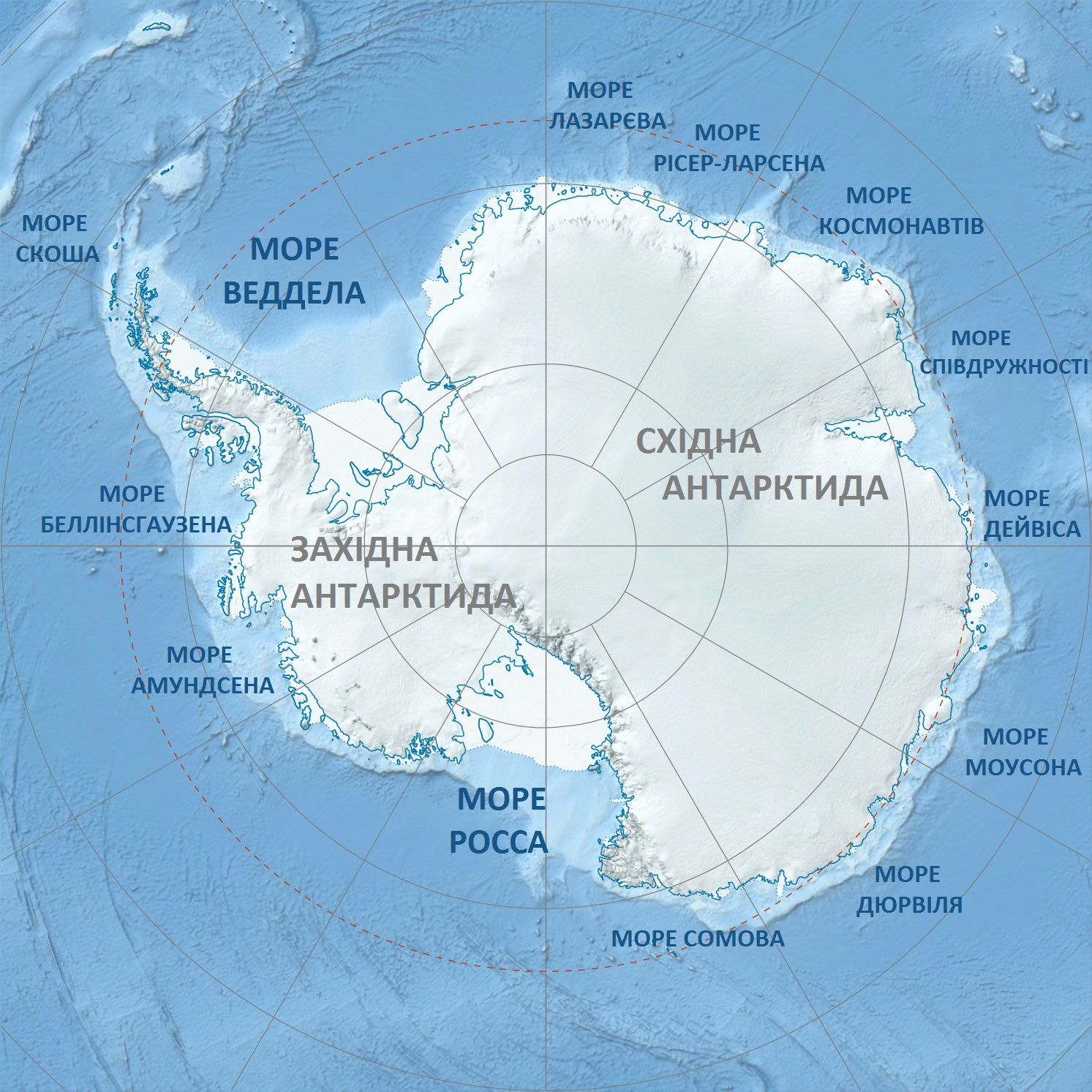
Моря Південного океану

Поблизу берегів Антарктиди виділяють 13 морів:
- Ведделла
- Скоша
- Беллінсгаузена
- Росса
- Амундсена
- Дейвіса
- Лазарєва
- Рісер-Ларсена
- Космонавтів
- Співдружності
- Моусона
- Дюрвіля
- Сомова.

### Острови
Найважливіші острови Південного океану:
- Кергелен (архіпелаг) (49°15′ пд. ш. 69°35′ сх. д. / 49.250° пд. ш. 69.583° сх. д.)
- Південні Шетландські (62°0′ пд. ш. 58°0′ зх. д. / 62.000° пд. ш. 58.000° зх. д.)
- Південні Оркнейські (60°40′55″ пд. ш. 45°11′10″ зх. д. / 60.68194° пд. ш. 45.18611° зх. д.)
- Баллені (66°55′ пд. ш. 163°45′ сх. д. / 66.917° пд. ш. 163.750° сх. д.)
- Жуенвілля (63°15′ пд. ш. 55°45′ зх. д. / 63.250° пд. ш. 55.750° зх. д.)
- Петра І (68°50′ пд. ш. 90°35′ зх. д. / 68.833° пд. ш. 90.583° зх. д.).

### Антарктида
Антарктичний шельф занурений на глибину 500 метрів. Існують суперечки щодо доцільності виділення південних вод в окремий океан. Багато хто не підтримує його існування і ділить південні води між трьома сусідніми океанами. Цей океан дуже рідко відображається на географічній карті світу.
Міжнародна гідрографічна організація прийняла межею Південного океану зону конвенції про Антарктику (район на південь від 60 паралелі південної широти). У деяких інших країнах межею Південного океану вважається зона антарктичної конвергенції (північна межа антарктичних поверхневих вод).

### Сектори Південного океану
Атлантичний сектор — між північним краєм Антарктичного півострова і меридіаном мису Доброї Надії.
Індійський сектор — між меридіаном мису Доброї Надії й меридіаном мису Саут-Іст-Кейп на острові Тасманія.
Тихоокеанський сектор — між меридіаном мису Саут-Іст-Кейп на острові Тасманія і північним краєм Антарктичного півострова.
У зазначених межах площа Південного океану — 86 млн км2, середня глибина — 3503 м, найбільша глибина — 7434 м (Південносандвічів жолоб, Факторіанська западина).

## Геологія дна
У зазначених вище межах, площа Південного океану — 86 млн км2 (за деякими даними — питання спірне), середня глибина — 3503 м, найбільша глибина — 7434 м (Південносандвічів жолоб, Факторіанська западина). У межах Південного океану розкидано багато різних за розмірами островів, більшість з яких вулканічного походження зі складним гірським рельєфом. Моря розміщені на південній периферії океану. Окремо розташоване море Скоша (англ. Scotia). На півдні моря обмежені берегом Антарктиди, а на півночі відкриті до океану.

### Рельєф і геологічна будова
Материк Антарктида та навколишні води лежать, в основному, на континентально-океанічній Антарктичній літосферній плиті. Деякі ділянки дна північних меж Південного океану розташовані на інших, — прилеглих до тихоокеанської-південноамериканської, моря Скоша та ін. Це обумовлює особливості геологічної будови й рельєфу дна Південного океану. У рельєфі дна чітко виражені всі основні геоморфологічні форми, шельфова зона характеризується незначною шириною (в середньому 150 км). Лише в морях Росса і Веделла його ширина досягає 1000—1100 км. Середня глибина шельфової зони досягає 200 м. Материковий схил біля Антарктиди, особливо його східна частина, розчленований і прорізаний великою кількістю підводних каньйонів. У приантарктичній частині Південної Америки материковий схил крутий поблизу Тихоокеанського узбережжя і відносно пологий і слабо розчленований поблизу антарктичного берега. Ложе океану характеризують ряд підводних хребтів, невеликих підйомів і улоговин. Найбільшими хребтами є Африкано-Антарктичний, Західно-Індійський та Центрально-Індійський, в межах яких чітко простежуються рифтові долини. Вони являють собою південні відроги серединно-океанічних хребтів.
У межах Південного океану розташовуються Австрало-Антарктичне, Південно-Тихоокеанське і частково Східно-Тихоокеанське підняття. У районі 60° пд. ш. розташовані великі улоговини океану: Африкано-Антарктична (6787 м), Австрало-Антарктична (6098 м) і Беллінсгаузена (5399 м). У цілому рельєф дна Південного океану впливає на обмін глибинними водами з сусідніми океанами.

### Донні відклади
Донні відклади чітко зональні. У межах підводної околиці переважають айсбергові відклади, які з віддаленням від Антарктиди змінюються кременистими діатомовими мулами, найкраще представленими в улоговинах ложа океану. На серединних хребтах, що утворюють прикордонну зону дна Південного океану, розвинені змішані кременисто-вапняні відклади, що далі на північ змінюються форамініферовими. У великій улоговині Крозе поширена червона глина з високим вмістом діатомових мулів. Потужність осадових відкладів у Антарктичній зоні Індійського океану досягає 150 м. На вершинах невисоких підводних гірських підйомів осади часто відсутні. Материкове підніжжя в межах Тихоокеанського сектора Південного океану складено акумулятивними утвореннями з теригенних і айсбергових матеріалів потужністю до 2000 м.

## Історія

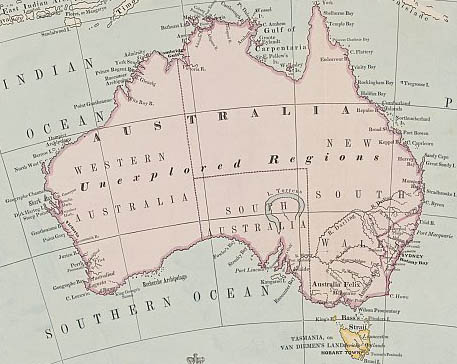
Багато мап Австралії показують, що Південний океан лежить безпосередньо на південь від Австралії.

Термін «Південний океан» багато разів з'являвся ще в XVIII столітті, коли почалося систематичне дослідження регіону. У публікаціях Міжнародної гідрографічної організації Південний океан зі складу Атлантичного, Індійського і Тихого був виділений в 1937. Цьому було своє обґрунтування: у південній своїй частині межі між трьома океанами вельми умовні, разом з тим води, прилеглі до Антарктиди, мають свою специфіку, а також об'єднані Антарктичною циркумполярною течією. Проте згодом від виділення окремого Південного океану відмовилися.
Тим не менше, ідея приживалася повільно: океаном продовжували вважати водну масу, яка більшою своєю частиною оточена сушею. Одні джерела ділили Світовий океан на чотири частини, інші на п'ять. У 2000 Міжнародна гідрографічна організація прийняла розділення на п'ять океанів, але це рішення поки не було ратифіковане. У чинному визначенні океанів від 1953 року Південного океану немає.
У радянській традиції приблизним кордоном Південного океану вважається зона антарктичної конвергенції (північна межа антарктичних поверхневих вод). В інших країнах межа також розмита — широта південніше мису Горн, межа плавучих льодів, зона конвенції про Антарктику (район на південь від 60 паралелі південної широти).
Деякі національні гідрографічні служби визначили свої власні межі Південного океану. Так, наприклад, у Великій Британії використовувалася 55-та паралель.
В Австралії, Південний океан охоплює не тільки області, визначені МГО, а й охоплює всі морські простори між узбережжями Антарктиди та південними берегами Австралії та Нової Зеландії. Узбережжя Тасманії та Південної Австралії, таким чином, омивають води Південного океану, а не в Індійського, а мис Ліувін в Західній Австралії описується як точка, де Індійський та Південний океани сходяться.
Рада з географічних назв США використовує назву окремого океану з 1999 року, а в лютому 2021 року американське Національне управління океанічних і атмосферних досліджень офіційно визнало Південний океан окремим від інших. У червні 2021 року National Geographic почала позначати на своїх картах назву океану.

## Клімат
Морські температури змінюються від приблизно −2 до 10 °C. Циклонічний рух штормів в східному напрямку навколо континенту часто стає інтенсивним через температурний контраст між кригою і відкритим океаном. У океанській області від широти 40 градусів південної широти до Південного полярного кола спостерігаються найсильніші середні вітри на Землі. Узимку океан замерзає до 65 градусів південної широти в Тихоокеанському секторі й 55 градусів південної широти в Атлантичному секторі, що знижує поверхневі температури значно нижче 0 °C; в деяких прибережних пунктах постійні сильні вітри залишають берегову лінію вільною від криги протягом зими.
| Клімат на узбережжі Південного океану в районі австралійської антарктичної станції Кейсі (66°17′ пд. ш. 110°31′ сх. д. / 66.28° пд. ш. 110.52° сх. д.) | Клімат на узбережжі Південного океану в районі австралійської антарктичної станції Кейсі (66°17′ пд. ш. 110°31′ сх. д. / 66.28° пд. ш. 110.52° сх. д.) | Клімат на узбережжі Південного океану в районі австралійської антарктичної станції Кейсі (66°17′ пд. ш. 110°31′ сх. д. / 66.28° пд. ш. 110.52° сх. д.) | Клімат на узбережжі Південного океану в районі австралійської антарктичної станції Кейсі (66°17′ пд. ш. 110°31′ сх. д. / 66.28° пд. ш. 110.52° сх. д.) | Клімат на узбережжі Південного океану в районі австралійської антарктичної станції Кейсі (66°17′ пд. ш. 110°31′ сх. д. / 66.28° пд. ш. 110.52° сх. д.) | Клімат на узбережжі Південного океану в районі австралійської антарктичної станції Кейсі (66°17′ пд. ш. 110°31′ сх. д. / 66.28° пд. ш. 110.52° сх. д.) | Клімат на узбережжі Південного океану в районі австралійської антарктичної станції Кейсі (66°17′ пд. ш. 110°31′ сх. д. / 66.28° пд. ш. 110.52° сх. д.) | Клімат на узбережжі Південного океану в районі австралійської антарктичної станції Кейсі (66°17′ пд. ш. 110°31′ сх. д. / 66.28° пд. ш. 110.52° сх. д.) | Клімат на узбережжі Південного океану в районі австралійської антарктичної станції Кейсі (66°17′ пд. ш. 110°31′ сх. д. / 66.28° пд. ш. 110.52° сх. д.) | Клімат на узбережжі Південного океану в районі австралійської антарктичної станції Кейсі (66°17′ пд. ш. 110°31′ сх. д. / 66.28° пд. ш. 110.52° сх. д.) | Клімат на узбережжі Південного океану в районі австралійської антарктичної станції Кейсі (66°17′ пд. ш. 110°31′ сх. д. / 66.28° пд. ш. 110.52° сх. д.) | Клімат на узбережжі Південного океану в районі австралійської антарктичної станції Кейсі (66°17′ пд. ш. 110°31′ сх. д. / 66.28° пд. ш. 110.52° сх. д.) | Клімат на узбережжі Південного океану в районі австралійської антарктичної станції Кейсі (66°17′ пд. ш. 110°31′ сх. д. / 66.28° пд. ш. 110.52° сх. д.) | Клімат на узбережжі Південного океану в районі австралійської антарктичної станції Кейсі (66°17′ пд. ш. 110°31′ сх. д. / 66.28° пд. ш. 110.52° сх. д.) |
| Показник | Січ. | Лют. | Бер. | Квіт. | Трав. | Черв. | Лип. | Серп. | Вер. | Жовт. | Лист. | Груд. | Рік |
| Абсолютний максимум, °C | 9,2 | 6,6 | 3,6 | 3,0 | 4,5 | 4,2 | 2,4 | 5,0 | 3,9 | 1,1 | 4,9 | 8,0 | 9,2 |
| Середній максимум, °C | 2,2 | −0,1 | −4 | −7,5 | −11,2 | −10,3 | −10,1 | −10,2 | −9,7 | −8 | −2,5 | 1,4 | −5,8 |
| Середня температура, °C | −0,15 | −2,55 | −6,9 | −11,05 | −14,9 | −14,2 | −14,15 | −14,1 | −13,4 | −11,55 | −5,75 | −1,15 | −9,15 |
| Середній мінімум, °C | −2,5 | −5 | −9,8 | −14,6 | −18,6 | −18,1 | −18,2 | −18 | −17,1 | −15,1 | −9 | −3,7 | −12,5 |
| Абсолютний мінімум, °C | −10,3 | −18 | −22,3 | −31,3 | −34,4 | −34,1 | −33,3 | −37,5 | −31,2 | −31,2 | −23,4 | −13 | −37,5 |
| Середня кількість сонячних годин на місяць | 161,2 | 135,6 | 99,2 | 60,0 | 21,7 | 3 | 15,5 | 43,4 | 87 | 139,5 | 213 | 182,9 | 96,8 |
| Норма опадів, мм | 9.31 | 15.2 | 8.0 | 20.6 | 25.5 | 27.5 | 28.5 | 21.0 | 17.3 | 16.5 | 12.7 | 12.9 | 222.7 |
| Днів з дощем | 6,6 | 7,5 | 8,9 | 9,3 | 9,9 | 11,2 | 10,3 | 8,5 | 8,6 | 8,1 | 5,9 | 5,9 | 100,7 |
| --- | --- | --- | --- | --- | --- | --- | --- | --- | --- | --- | --- | --- | --- |
| Джерело: Австралійське метеорологічне бюро | | | | | | | | | | | | | |

## Життя

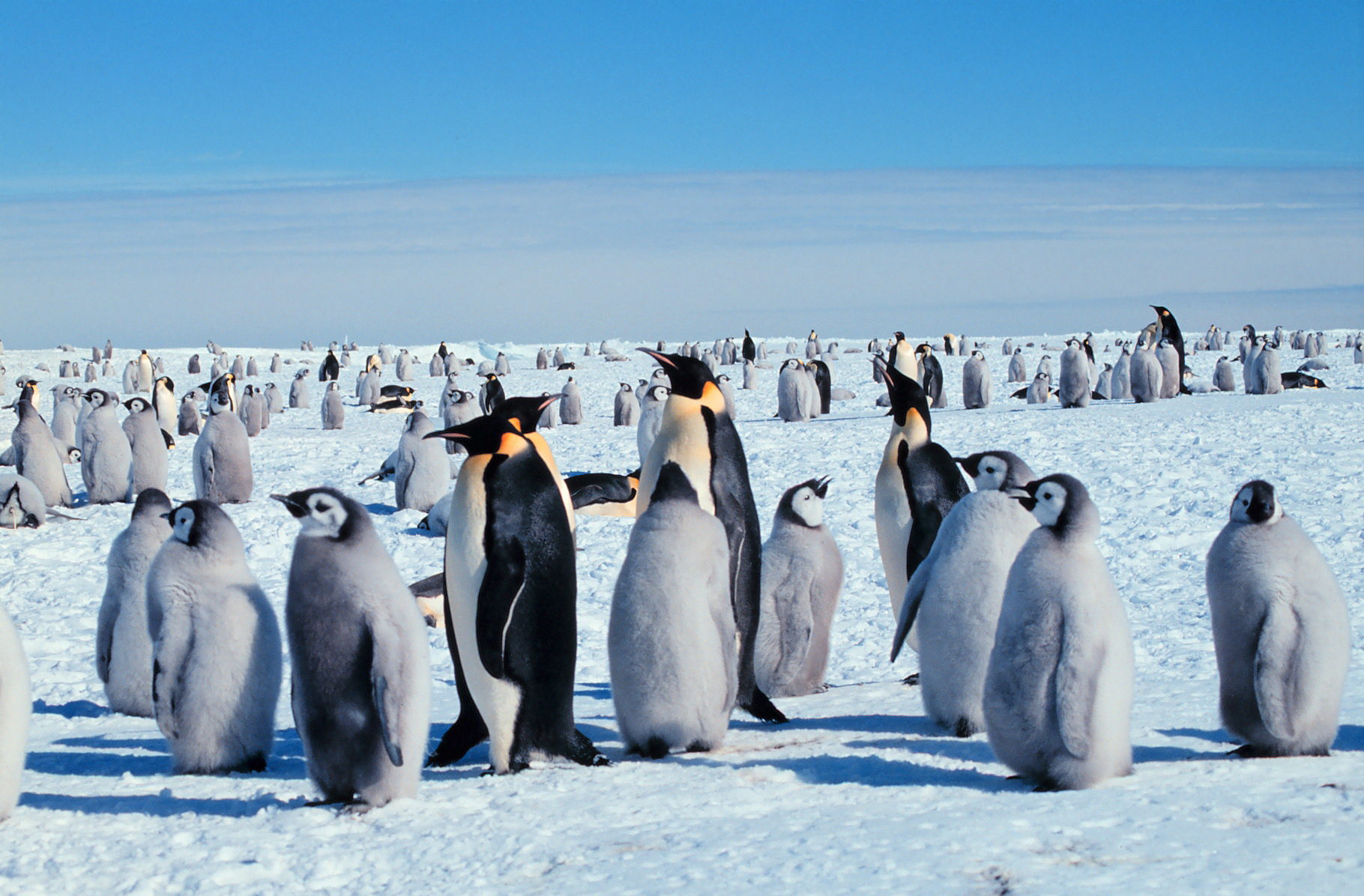
Імператорські пінгвіни в Антарктиці.

Незважаючи на суворий клімат, Південний океан багатий життям.

### Флора
З приполярним розташуванням Південного океану пов'язана різка сезонна динаміка основної умови фотосинтезу — сонячної радіації. У таких умовах протягом року спостерігається велика амплітуда кількісних змін фітопланктону і зміщення зони цвітіння з півночі, де весна починається раніше, на південь, де вона запізнюється. У низьких широтах встигають розвинутися два піки цвітіння, а у високих тільки один. У поверхневих водах яскраво виражена біологічна широтна зональність. У мешканців дна такої зональності нема, через те, що в їх розвитку важливу роль відіграє рельєф дна і бар'єри, що перешкоджають обміну флори та фауни. У Південному океані у фітопланктоні переважають діатомові водорості (близько 180 видів). Синьо-зелені водорості складають мале число. Кількісно також переважають діатомові водорості, особливо у високих широтах, де їх майже 100 %. У період максимуму цвітіння чисельність діатомових водоростей досягає свого найбільшого числа.
Існує чітка залежність між розподілом водоростей і вертикальною стійкістю вод. У літній час значна маса водоростей перебуває в поверхневому 25-метровому шарі.
У напрямку з півдня на північ відбувається зміна складу фітопланктону: поступово з флори випадають високоширотні холодноводні види, замінюючись на тепловодні.

### Фауна
У Південному океані величезні маси зоопланктону, криля, рясні губки та голкошкірі, є представники кількох родин риб, особливо нототенії. З птахів численні буревісники, поморники, пінгвіни. Живуть кити (синій кит, фінвал, сейвал, горбатий кит тощо) і тюлені (тюлень Ведделла, тюлень-крабоїд, морський леопард, морський котик).
Зоопланктон у водах Південного океану представлений копеподами (близько 120 видів), двопарноногими (близько 80 видів) та ін., менше значення мають щетинкощелепні, поліхети, остракоди, апендикулярії та молюски. Кількісно на першому місці веслоногі, на частку яких припадає майже 75 % біомаси зоопланктону тихоокеанського та індійського сектора океану. У атлантичному секторі океану копепод мало, через те, що широке поширення отримав криль.
Для Південного океану, особливо для його антарктичних областей, характерно масове скупчення криля (антарктичних рачків). Біомаса криля в цих районах досягає 2200 млн т, що дає можливість щорічно виловлювати до 50-70 млн т криля. Тут криль — це основне живлення беззубих китів, тюленів, риб, головоногих молюсків, пінгвінів та трубконосих птахів. Самі ж рачки харчуються фітопланктоном.
Чисельність зоопланктону протягом року має два піки. Перший пов'язаний з підйомом видів, що перезимували та відзначається в поверхневих водах. Другий пік характеризується великою кількістю зоопланктону у всій товщі та обумовлений появою нового покоління. Обидва піки проявляються у вигляді двох широтних смуг згущення зоопланктону. Це період його цвітіння влітку, коли в більшості він переходить у верхні шари та переміщується на північ, де помітне накопичення відбувається в зоні антарктичної конвергенції.

## Природні ресурси

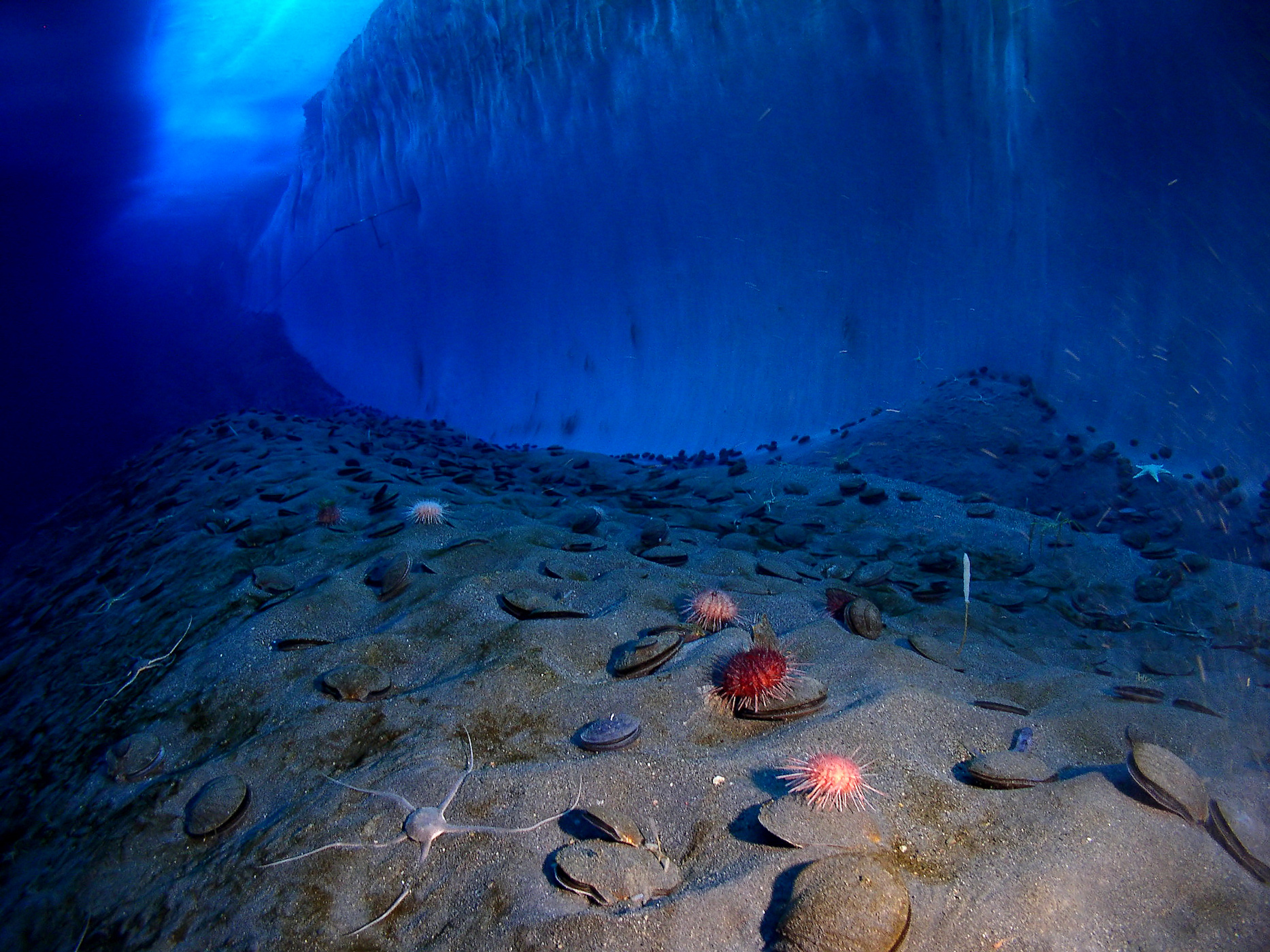
Морське дно Південного океану в районі затоки Мак Мердо. На задньому плані видно стіну льоду. На передньому — представників фауни морського дна: молюсків, морських їжаків, губку, офіуру.

- Родовища нафти та газу, в основному на континентальному шельфі
- Залізо-марганцеві конкреції
- Можливі родовища різних руд
- Пісок і гравій
- Прісна вода у вигляді айсбергів
- Тваринні ресурси:
  - Головоногі молюски
  - Кити
  - Тюлені
  - Криль
  - Різні види риб
  - 17 видів пінгвінів

## Навколишнє середовище

### Актуальні питання
- Збільшення сонячної радіації в ультрафіолетовій ділянці спектру через озонову дірку над Антарктикою стало причиною скорочення не менше ніж на 15 % продуктивності фітопланктону і пошкодження ДНК в певних видів риб.
- Незаконні вилови, не задекларовані й нерегульовані, зокрема вилови патагонського кликача[en] (Dissostichus eleginoides), за оцінками, в 1999 році перевищували квоту в п'ять-шість, що загрожує стійкості запасів.
- Значна супутня смертність морських птахів, пов'язана з ярусним ловом кликача.
- Популяції котиків, які тепер захищені, швидко зростають після загрозливого перевиснаження у XVIII та XIX століттях.
- Південний океан, за оцінками, поглинає 15 % викидів антропогенного вуглекислого газу і, як показало недавнє дослідження, газовий обмін у наш час[коли?] перебуває в стані рівноваги.

### Міжнародні угоди
Усі міжнародні угоди, що стосуються Світового океану поширюються і на Південний океан. Крім того, існують угоди характерні для регіону:
- Міжнародна китобійна комісія (International Whaling Commission, IWC), яка забороняє комерційний вилов китів південніше 40 південної широти (південніше 60 південної широти від 50 до 130 градусів західної довготи). Японія категорично не визнає це положення, оскільки така заборона порушує статут IWC. Оскільки сфера дії заборони обмежується комерційним полюванням на китів, у зв'язку з його дозволом на полювання на китів і китобійний промисел для наукових досліджень, японський флот проводить у регіоні щорічні полювання на китів.
- Конвенція про збереження антарктичних тюленів обмежила полювання на тюленів.
- Конвенція про збереження живих морських ресурсів Антарктики регулює вилов риби в регіоні.

Багато країн забороняють розвідку і розробку мінеральних ресурсів на південь від полярного фронту, який міститься посередині Антарктичної циркумполярної течії та є розділовою лінією між дуже холодними полярними поверхневими водами на півдні і теплішими водами на півночі.
Антарктичний договір охоплює частину земної кулі, що лежить південніше шістдесятого градусу південної широти, забороняє нові місця розробки родовищ в Антарктиці, та всіх островах у Південному океані.

## Економіка
У період з 1 липня 1998 року до 30 червня 1999 року вилов становив 119 898 тонн, з яких 85 % становив криль і 14 % патагонський кликач. Міжнародні угоди, що набули чинності в кінці 1999 року, передбачали скорочення незаконного і нерегульованого рибного промислу, який у сезоні 1998-99 рр. був у п'ять-шість разів більшим, ніж приріст патагонського кликача.
Влітку в 1998–1999 роках Південний океан та Антарктиду відвідали 10 013 туристів, які, в основному, прибули морем.

## Морський транспорт

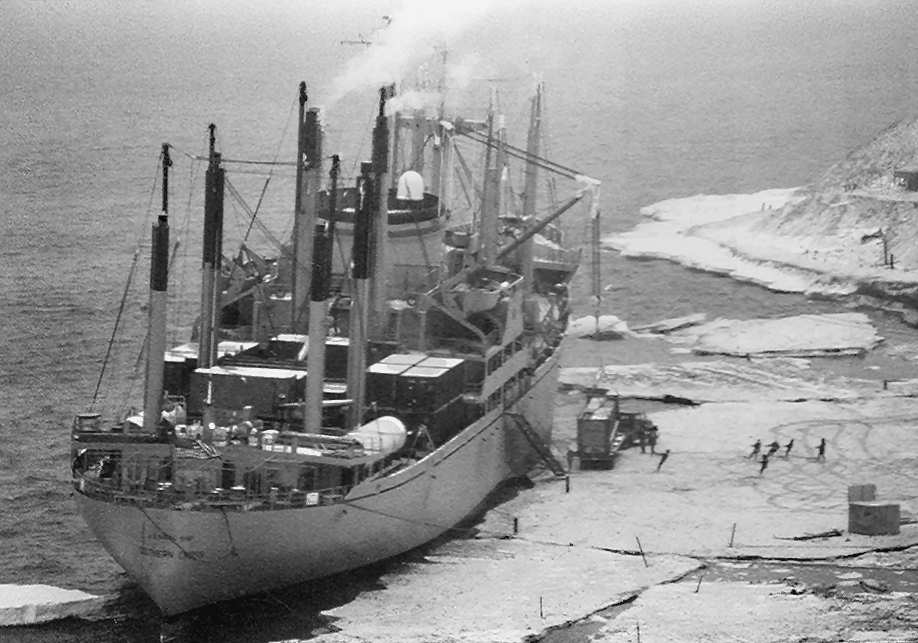
Глибокі тріщини в крижаному пірсі, що використовується на станції Мак-Мердо сповільнюють розвантаження суден і показують небезпечність подібних робіт.

До Південного океану часто відносять протоку Дрейка, що є єдиною альтернативою транзиту через Панамський канал.
В південній частині Південного океану мало портів і пристаней. Температурні умови обмежують використання більшості з коротким проміжком часу в середині літа, і навіть тоді деякі з них не можуть бути використовуватися без криголамів. Більшість антарктичних портів знаходяться у віданні державних науково-дослідних станцій і, за винятком надзвичайних ситуацій, не є відкритими для приватних суден або комерційних суден.
Найпівденніший порт Південного океану працює на станції Мак-Мердо, на 77°50′ пд. ш. 166°40′ сх. д. / 77.833° пд. ш. 166.667° сх. д.. Використання плавучих крижаних пірсів робить можливим використання цього порту в літню пору.
Судна в будь-якому порту на південь від 60 градусу південної широти підлягають перевірці спостерігачами Антарктичного Договору.

## Стихійні лиха
Айсберги можуть зустрічатися в будь-яку пору року по всьому Південному океану. Деякі з них можуть сягати до декількох сотень метрів; менші айсберги, їхні фрагменти та морський лід (зазвичай від 0,5 до 1 метра), також створюють проблеми для кораблів. Вік айсбергів може досягати 6-15 років, що обумовлює одночасне існування у водах океану понад 200 тисяч айсбергів довжиною від 500 м до 180 км та шириною до декількох десятків кілометрів
Моряки знають широти від 40 до 70 градусів південної широти, як «Буремні сорокові», «Шалені п'ятдесяті» і «Визжачі шістдесяті» через сильний вітер і великі хвилі, які утворюють вітри, що дмуть навколо всієї земної кулі без перешкод з боку будь-яких земельних мас. Плавуча крига, особливо в травні-жовтні, робить цю область ще небезпечнішою. Віддаленість регіону робить пошукові та рятувальні операції малорезультативними.

## Нотатки
1. ↑  Факторіанська западина (англ. Factorian Deep) — западина, яка була досліджена «Експедицією в глибини п'яти океанів» на початку лютого 2019 року. Команда експедиції, що використовувала багатопроменевий гідролокатор, визначила найглибшу точку Південного океану. Керівник експедиції та головний пілот підводного апарату Віктор Весково запропонував назвати цю найглибшу точку на честь їхнього підводного апарату з екіпажем DSV Limiting Factor, в якому він вперше успішно побував на дні океану 3 лютого 2019 року.